# Canton de Belfort-Est
Le canton de Belfort-Est était un canton français, situé dans le département du Territoire de Belfort et la région Franche-Comté.

## Histoire
Le canton est créé par le décret du 9 août 1967 scindant le canton de Belfort.
Il est supprimé par le décret du 13 février 2014 lors du redécoupage cantonal de 2014.

## Composition
Ce canton ne comprenait qu'une partie de l'unique commune de Belfort.

## Administration
| Période | Période | Identité           | Étiquette      | Qualité |
| ------- | ------- | ------------------ | -------------- | --- |
| 1967    | 1979    | Jean-Marie Bailly  | UDR puis RPR   | Député (1962-1969), sénateur (sept.-nov. 1971), secrétaire d'État (1969-1972), maire de Belfort (1971-1974), président du conseil général (1970-1976) Ancien conseiller général du canton de Delle (1962-1967) |
| 1979    | 1998    | Jacques Bichet     | UDF            | Conseiller régional, conseiller municipal de Belfort |
| 1998    | 2015    | Christophe Grudler | DVD puis MoDem | Journaliste et historien, conseiller municipal de Belfort |

## Pour approfondir